# 何哲圖
何哲圖（英語：Herman Ho Chit To，10月25日—），香港男商人、電台音樂節目主持及音樂監製，曾為無綫電視音樂發展事務暨星夢娛樂行政總裁。現為香港有線寬頻銷售及市場總監、星演國際（Stars Music International）行政總裁。

## 簡歷
何哲圖曾就讀拔萃男書院，升中六時曾獲校方安排加入精英班、當管弦樂團領袖卻不感興趣，因沉迷英倫音樂而獨自前往英國生活。他曾任餐廳打雜，並修讀大學社會學及心理學，課餘會買唱片和跟朋友看音樂會；後來基於家庭出現經濟問題，遂放棄學位，返港到廟街唱片店應徵銷售員，以及用筆名「何明仁」替《年青人周報》、《號外》撰寫樂評。1980年代，他獲無綫電視招攬，擔任音樂節目資料搜集崗位，同時亦開始主持商業電台音樂廣播節目《搖擺新浪漫》，專門推介另類外國音樂，又會與黃耀明、黃家駒等不同音樂人交流。
至1980年代中期，何哲圖受多間跨國唱片公司如華納唱片、百代唱片、英皇娛樂、博美娛樂（2002年完約）、正東唱片和寰亞唱片（2004年完約）邀請，出任行政總裁或高層要職，曾參與提拔林憶蓮、葉倩文、陳百強、林子祥、杜德偉、王傑、吕方、太極樂隊、Beyond、張衛健、林志穎、吳奇隆、蘇有朋、鍾鎮濤、劉錫明、黎姿、劉德華、王菲、張信哲、巫啟賢、彭羚、張智霖、謝霆鋒、容祖兒、張學友、陳慧琳、楊千嬅、許志安及關淑怡等歌手；1998年曾短暫退休，惟見當時 HMV 銷量（CD 及 DVD）排行榜首位被《麥嘜》獨佔，覺得不是味兒、香港唱片業尚有進步空間而重回樂壇。2007年，他成立新唱片公司星娛樂，2010年再開設星煥國際。
2013年，因無綫電視歌唱選秀節目《星夢傳奇》受到觀眾歡迎，故無綫電視順勢以同年成立的附屬音樂公司星夢娛樂取代正視音樂，原屬星煥國際旗下藝人也一併過渡其中，何哲圖則出任該公司行政總裁，主力提昇粵語音樂文化與水平。2021年2月18日，無綫電視董事局主席許濤以公司長遠目標為依歸，提升節目品質與增加種類，達到業務多元發展，將星夢娛樂及相關音樂業務交由剛履新的副總經理 （綜藝、音樂製作及節目）曾志偉接掌。而何哲圖亦於同月28日正式離任，發展個人音樂事業和另起新音樂廠牌。同年9月3日，何哲圖正式創立新唱片公司星演國際（Stars Music International Limited），並且協助參與香港開電視首個選秀節目《就是青春》。

## 演出作品

### 綜藝節目（無綫電視）
| 首播   | 節目名         | 備註      |
| 2018年 | 兄弟大茶飯     | 第2集嘉賓 |
| 2020年 | 我們的音樂時代 | 第1集嘉賓 |

### 電台節目
- 1980年代：商業電台《搖擺新浪漫》（與陳家樂一同主持）

## 監製作品

### 1990年
- 半分緣 - 陳百強（陳志康合監）

### 2012年
- 雙飛 - 胡鴻鈞（韋景雲合監）
- 雙飛（國）- 胡鴻鈞（韋景雲合監）
- 明日 - 胡鴻鈞（韋景雲合監）
- 回味 - 許廷鏗（韋景雲合監）

### 2013年
- 炊煙 - 吳若希（韋景雲合監）
- 未上心 - 吳若希（韋景雲合監）
- 把歌談心 - 吳若希（韋景雲合監）
- 暗戀 - 吳若希、胡鴻鈞（韋景雲合監）
- 戀毀情亡 - 鄭欣宜（韋景雲合監）
- 奉陪 - 鄭欣宜（韋景雲合監）

### 2014年
- 愛莫忘 - 鄭欣宜（《愛情來的時候單元1》主題曲，韋景雲合監）
- 休止符 - 吳若希（《愛情來的時候單元2》主題曲，韋景雲合監）
- 鋼琴哭 - 鍾嘉欣（《愛情來的時候單元3》主題曲，韋景雲合監）
- 不再說謊 - 林師傑（《愛·回家 (第一輯)》主題曲，嚴勵行合監）
- 愛我請留言 - 吳若希（《愛我請留言》主題曲，韋景雲合監）
- 棋逢敵手 - 胡鴻鈞、徐子珊（《點金勝手》片尾曲，韋景雲合監）
- 她最好 - 王君馨（《寒山潛龍》片尾曲，韋景雲合監）
- 灰色命運 - 鄭世豪、羅鈞滿（《忠奸人》主題曲，韋景雲合監）
- 行者 - 側田、劉浩龍（《使徒行者》主題曲，韋景雲合監）
- 越難越愛 - 吳若希（《使徒行者》片尾曲，嚴勵行、韋景雲合監）
- 心藥 - 張德蘭（《大藥坊》主題曲，韋景雲合監）
- 大愛 - 鍾嘉欣（《大藥坊》片尾曲，嚴勵行合監）
- 枷鎖 - 許廷鏗（《再戰明天》主題曲，韋景雲合監）
- 再戰明天 - 許廷鏗（《再戰明天》片尾曲，韋景雲合監）
- 真實謊言 - 關菊英（《名門暗戰》主題曲，嚴勵行合監）
- 是你嗎 - 胡杏兒、吳卓羲（《醋娘子》主題曲，韋景雲合監）
- 是非 - 羅鈞滿、王君馨（《宦海奇官》主題曲，韋景雲合監）

### 2015年
- 我和你 - 何雁詩（《四個女仔三個BAR》主題曲，韋景雲合監）
- 報恩 - 薛家燕、蕭正楠、麥長青（《倩女喜相逢》主題曲，韋景雲合監）
- 美好的時光 - 吳若希（《衝線》主題曲，韋景雲合監）
- 真相 - 許廷鏗、胡鴻鈞（《天眼》主題曲，韋景雲合監）
- 出口 - 李思捷、側田（《以和為貴》主題曲，韋景雲合監）
- 女皇 - 容祖兒（《武則天》主題曲，韋景雲合監）
- 眼淚的秘密 - 吳若希（《武則天》片尾曲，韋景雲合監）
- 眼淚的秘密（國）- 吳若希（《武則天》片尾曲，韋景雲合監）
- 不顧一切 - 鍾嘉欣（《武則天》插曲，嚴勵行合監）
- 無懼 - C AllStar（《潮拜武當》主題曲，韋景雲合監）
- 轟天動地 - 蕭正楠（《風雲天地》主題曲，嚴勵行合監）
- 愛同行 - 鄭俊弘（《愛·回家 (第二輯)》主題曲，韋景雲合監）
- 天光 - C AllStar（《鬼同你OT》主題曲，韋景雲合監）
- 迷宮 - 許廷鏗（《拆局專家》主題曲，韋景雲合監）
- 天使 - 胡杏兒（《陪著你走》主題曲，韋景雲合監）
- 月無聲 - 張繼聰（《收規華》主題曲，韋景雲合監）
- 揚帆 - 鄭俊弘（《張保仔》主題曲，韋景雲合監）
- 下世紀 - 陳展鵬（《張保仔》片尾曲，韋景雲合監）
- 一顆不變的心 - 鍾嘉欣（《張保仔》插曲，韋景雲合監）
- 獨一無二 - 泳兒（《無雙譜》主題曲，韋景雲合監）
- 歲月無悔 - 許廷鏗（《梟雄》主題曲，韋景雲合監）
- 我們都受傷 - 吳若希（《實習天使》主題曲，嚴勵行合監）
- 相信明天 - 胡鴻鈞（《刀下留人》主題曲，韋景雲合監）
- 記住忘記我 - 許廷鏗（《無心法師》主題曲，韋景雲合監）

### 2016年
- 財神到 - 星夢群星 Feat. 羅蘭、胡楓、Joe Junior（韋景雲合監）
- 愛情食物鏈 - 何雁詩（《愛情食物鏈》主題曲，韋景雲合監）
- 找個離開你的理由 - 吳若希（《波士早晨》主題曲，嚴勵行合監）
- 同步 - 側田（《鐵馬戰車》主題曲，韋景雲合監）
- 藍天白雲 - 沈震軒（《公公出宮》主題曲，韋景雲合監）
- 你懂我 - 鍾嘉欣（《警犬巴打》主題曲，韋景雲合監）
- 聽海（國） - 谷微（《警犬巴打》插曲，嚴勵行合監）
- 最真心一對 - 何雁詩（《EU超時任務》主題曲，韋景雲合監）
- 靈魂的痛 - 胡鴻鈞（《末代御醫》主題曲，韋景雲合監）
- 完美的生活 - 吳若希（《愛·回家之八時入席》主題曲，韋景雲合監）
- 天地不容 - 胡鴻鈞（《殭》片尾曲，韋景雲合監）
- The Only One - 何雁詩（《殭》插曲，韋景雲合監）
- 火線下 - 鄭俊弘（《火線下的江湖大佬》主題曲，韋景雲合監）
- 問天 - 許廷鏗（《瑯琊榜》主題曲，韋景雲合監）
- 可以背負更多 - 吳若希（《瑯琊榜》片尾曲，韋景雲合監）
- 天地 - 許廷鏗（《瑯琊榜》插曲，韋景雲合監）
- 命運的意外 - 胡鴻鈞（《純熟意外》主題曲，嚴勵行合監）
- 乘風 - 群星（Amazing Summer2016 主題曲，韋景雲合監）
- 講 - 陳敏之、阮兆祥、王君馨、鄭世豪、何雁詩、羅鈞滿（《性在有情》主題曲，韋景雲合監）
- 愛的溫暖 - 蕭正楠（《一屋老友記》主題曲，韋景雲合監）
- 最後一次分手 - 吳若希（《完美叛侶》主題曲，韋景雲合監）
- 爸爸 - 胡鴻鈞（《超能老豆》主題曲，張家誠合監）
- 圍城 - 陳展鵬（《城寨英雄》主題曲，韋景雲合監）
- 從未知道你最好 - 陳展鵬、胡定欣（《城寨英雄》片尾曲，韋景雲合監）
- 誰可改變 - 陳展鵬（《巨輪II》主題曲，嚴勵行合監）
- 我記不起 - 鍾嘉欣（《為食神探》主題曲，韋景雲合監）
- 誘心人 - 吳若希（《為食神探》片尾曲，韋景雲合監）
- 夢裡花 - 何雁詩（《女醫·明妃傳》主題曲，韋景雲合監）
- 公義的抉擇 - 胡鴻鈞（《律政強人》主題曲，韋景雲合監）
- Can You See - 譚嘉儀（《律政強人》插曲，朱俊傑合監）
- 得寵 - 田蕊妮、胡定欣（《來自喵喵星的妳》主題曲，韋景雲合監）
- 喵喵 - 伍富橋、林師傑、陳國峰 Feat. C君、陳豪（《來自喵喵星的妳》片尾曲，韋景雲合監）
- 造王 - 胡鴻鈞（《幕後玩家》主題曲，朱俊傑合監）
- 不可告人 - 王浩信（《致命復活》主題曲，朱俊傑合監）
- 愛需要勇氣 - 何雁詩（《致命復活》片尾曲，韋景雲合監）
- 心暖 - 馬國明、周麗淇（《流氓皇帝》片尾曲，韋景雲合監）
- 愛 - 吳若希（《愛情來的時候2》主題曲，韋景雲合監）
- 愛 -（國）- 吳若希（《愛情來的時候2》主題曲，韋景雲合監）
- 伊人當自強 - 康華、樊奕敏、馬蹄露（韋景雲合監）

### 2017年
- 只想可以跟你走 - 何雁詩（嚴勵行合監）
- 很想愛下去 - 何雁詩（韋景雲合監）
- 天賜的滋味 - 肥媽（《味想天開》主題曲，韋景雲合監）
- 財神駕到 - 黎耀祥、樊奕敏、單立文、何廣沛、傅嘉莉（《財神駕到》主題曲，韋景雲合監）
- 一輩子守候 - 菊梓喬（《錦繡未央》主題曲，韋景雲合監）
- 不變的愛 - 蕭正楠（《親親我好媽》主題曲，韋景雲合監）
- 迷 - 鄭俊弘（《迷》主題曲，嚴勵行合監）
- 地盡頭 - 鄭俊弘（《與諜同謀》片尾曲，嚴勵行合監）
- 真心真意 - 鄭俊弘、何雁詩（《我瞞結婚了》主題曲，韋景雲合監）
- 籠牢 - 許廷鏗（《心理追兇 Mind Hunter》主題曲，韋景雲合監）
- 你走的那個晚上 - 鄭俊弘（《心理追兇 Mind Hunter》片尾曲，韋景雲合監）
- 我有我美麗 - 胡定欣（《全職沒女》主題曲，韋景雲合監）
- 我不會撒嬌 -何雁詩（《不懂撒嬌的女人》主題曲及片尾曲，韋景雲合監）
- 手中沙 -菊梓喬（《不懂撒嬌的女人》主題曲及片尾曲，韋景雲合監）
- 陪著你走 - 譚嘉儀（《不懂撒嬌的女人》插曲，韋景雲、朱俊傑合監）
- 我不歸去 - 譚嘉儀（《射雕英雄傳》主題曲，韋景雲合監）
- 久別重逢 - 菊梓喬（《三生三世十里桃花》主題曲，韋景雲合監）
- 十倍奉還 - 鄭俊弘（《賭城群英會》主題曲，韋景雲合監）
- 心眼 - 王浩信（《踩過界》主題曲，韋景雲合監）
- 愛近在眼前 - 何雁詩（《踩過界》片尾曲，韋景雲合監）
- 戰勝吧 - 鄭俊弘（《超時空男臣》主題曲，韋景雲合監）
- 一觸即發 - 陳展鵬（《同盟》主題曲，韋景雲合監）
- 家中的太陽 - 薛家燕（《燦爛的外母》主題曲，韋景雲合監）
- 天網 - 周柏豪（《使徒行者2》主題曲，周錫漢合監）
- 忘記我自己 - 菊梓喬（《使徒行者2》片尾曲，韋景雲合監）
- 安守本份 - 谷婭溦（《使徒行者2》插曲，嚴勵行、韋景雲合監）
- 快樂快活人 - 譚嘉儀（《雜警奇兵》主題曲，韋景雲合監）
- 畢業之後 - 林欣彤（《老表，畢業喇！》主題曲，韋景雲合監）
- 你在我心間 - 吳若希（《那年花開月正圓》主題曲，韋景雲合監）
- 到此一遊 - 胡鴻鈞（《降魔的》主題曲，韋景雲合監）
- 遙不可及 - 胡鴻鈞（《降魔的》片尾曲，韋景雲合監）
- 泣血薔薇 - 吳若希（《降魔的》插曲，嚴勵行合監）
- 誇世代 - 李克勤（《誇世代》主題曲，馮翰銘合監）
- 別再記起 - 吳若希（《誇世代》片尾曲，韋景雲合監）
- 我本無罪 - 關菊英（《溏心風暴3》主題曲，嚴勵行合監）
- 欲言又止 - 王浩信、菊梓喬（《溏心風暴3》片尾曲，韋景雲合監）
- I Promise - 鍾嘉欣（《溏心風暴3》插曲，韋景雲合監）
- 不只是朋友 - 伍富橋（《溏心風暴3》插曲，嚴勵行合監）
- 無心愛 - 古巨基（《無心法師II》主題曲，韋景雲合監）
- 到此一遊 - 黃心穎、蔡思貝、馮盈盈、邵珮詩、張寶兒（韋景雲合監）
- 陪著你走 - 王浩信、譚嘉儀（韋景雲、朱俊傑合監）

### 2018年
- 在心中 - 黃心穎（《愛·回家之開心速遞》主題曲，韋景雲合監）
- 半邊天 - 胡琳（《平安谷之詭谷傳說》主題曲，韋景雲合監）
- 無雙 - 楊千嬅（《三個女人一個「因」》主題曲，韋景雲合監）
- 愛是無盡 - 林師傑（《翻生武林》主題曲，韋景雲合監）
- 伴你闖蕩 - 譚嘉儀（《果欄中的江湖大嫂》主題曲，韋景雲合監）
- 逆天 - 鄭俊弘（《逆緣》主題曲，韋景雲合監）
- 最難忘一天 - 胡鴻鈞（《棟仁的時光》主題曲，韋景雲合監）
- 回到以前 - 菊梓喬（《棟仁的時光》片尾曲，韋景雲合監）
- 花森林 - 譚嘉儀（《降魔的番外篇 - 首部曲》主題曲，朱俊傑合監）
- 聽雪落淚 - 菊梓喬（《烈火如歌》主題曲，韋景雲合監）
- 無悔無愧 - 胡定欣（《宮心計2深宮計》主題曲，韋景雲合監）
- 飛蛾撲火 - 菊梓喬（《宮心計2深宮計》片尾曲，韋景雲合監）
- 明月與海 - 馬浚偉、胡定欣（《宮心計2深宮計》插曲，韋景雲合監）
- 悔別離 - 陳展鵬（《天命》片尾曲，韋景雲合監）
- 有了你 - 譚嘉儀（《BB來了》主題曲，朱俊傑合監）
- 未開始的故事 - 戴祖儀（《愛情沒有來的時候》主題曲，韋景雲合監）
- 舊歡如夢 - 林師傑、洪永城（《愛情沒有來的時候》插曲，朱俊傑合監）
- 百花亭之戀 - 康華 （《愛情沒有來的時候》插曲，朱俊傑合監）
- 無常春秋 - 吳若希（《延禧攻略》主題曲，韋景雲合監）
- 信念 - 鄭俊弘（《特技人》主題曲，朱俊傑合監）
- Lonely - 譚嘉儀（《特技人》插曲，朱俊傑合監）
- 今生無憾 - 胡鴻鈞（《三國機密之潛龍在淵》主題曲，韋景雲合監）
- 烏托邦 - 周柏豪（《再創世紀》主題曲，周錫漢合監）
- 只想與你再一起 - 菊梓喬（《再創世紀》片尾曲，韋景雲合監）
- 為何你要背叛我 - 吳若希（《再創世紀》插曲，韋景雲合監）
- 無畏的肩膊 - 鄭俊弘（《跳躍生命線》主題曲，韋景雲合監）
- 從未說起 - 菊梓喬（《跳躍生命線》片尾曲，韋景雲合監）
- 但願人長久 - 菊梓喬（《跳躍生命線》插曲，朱俊傑合監）
- 理性感性 - 胡鴻鈞（《是咁的，法官閣下》主題曲，韋景雲合監）
- 戀愛幼稚 - 王君馨（《是咁的，法官閣下》片尾曲，韋景雲合監）
- 非凡 - 王浩信（《兄弟》主題曲，韋景雲合監）
- 別再怕 - 菊梓喬（《兄弟》片尾曲，韋景雲合監）
- 為愛冒險 - 胡鴻鈞（《救妻同學會》主題曲，韋景雲合監）
- 太難開始 - 胡鴻鈞（《救妻同學會》片尾曲，韋景雲合監）
- 重複愛一次 - 伍富橋（《救妻同學會》插曲，韋景雲合監）
- Amazing Grace - 譚嘉儀（《救妻同學會》插曲，朱俊傑合監）
- 你是我的唯一 - 谷婭溦（韋景雲合監）
- Lonely（廣東合唱版）- 關楚耀、譚嘉儀（朱俊傑合監）

### 2019年
- 有個大老千 - 尹　光（《有個大老千》主題曲，朱俊傑合監）
- 孤身走 - 連詩雅（《獨孤天下》主題曲，韋景雲合監）
- 心有不甘 - 菊梓喬（《皓鑭傳》主題曲，韋景雲合監）
- 日月存亡 - 吳若希（《如懿傳》主題曲，韋景雲合監）
- 暗中愛我 - 吳若希（《福爾摩師奶》主題曲，韋景雲合監）
- 有我便有你 - 陳松伶（《福爾摩師奶》插曲，韋景雲合監）
- 鐵石心腸 - 鄭俊弘（《鐵探》主題曲，韋景雲合監）
- 鋼鐵有淚 - 菊梓喬（《鐵探》片尾曲，韋景雲合監）
- 我記得 - 吳若希（《鐵探》插曲，韋景雲合監）
- 得失一笑中 - 謝東閔（《倚天屠龍記》主題曲，韋景雲合監）
- 你就是天下 - 菊梓喬（《倚天屠龍記》片尾曲，韋景雲合監）
- 抱擁情人 - 胡鴻鈞（《婚姻合伙人》主題曲，韋景雲合監）
- 幸運兒 - 古家峯（《幸福一家人》主題曲，杜自持合監）
- 選擇善良 - 鄭俊弘（《白色強人》主題曲，韋景雲合監）
- 沒有你開始 - 菊梓喬（《白色強人》片尾曲，韋景雲合監）
- Can You Hear - 譚嘉儀（《白色強人》插曲，朱俊傑合監）
- 有你多好 - 譚嘉儀、林師傑、伍富橋（《好日子》主題曲，曲／編）
- 你知不知道 - 古家峯、戴祖儀（《知否知否應是綠肥紅瘦》主題曲，韋景雲合監）
- 開心速遞 - 湯盈盈、呂慧儀、蘇韻姿、滕麗名、周嘉洛、吳偉豪、林淑敏、鄭世豪（《愛·回家之開心速遞》主題曲，朱俊傑合監）
- 傳說 - 林師傑（《十二傳說》主題曲，韋景雲合監）
- 明月 - 容祖兒（《包青天再起風雲》片尾曲，韋景雲合監）
- 少年時代 - 周志康（《她她她的少女時代》主題曲，何家豪合監）
- 當天風雨 - 何家豪（《她她她的少女時代》片尾曲，何家豪合監）
- 街坊財爺 - 吳業坤 （《街坊財爺》主題曲，韋景雲合監）
- 愛情無價 - 吳若希（《街坊財爺》片尾曲，韋景雲合監）
- 今宵多珍重 - 譚嘉儀（《金宵大廈》主題曲，朱俊傑合監）
- 今宵多珍重 - 譚嘉儀（Happy Version）（《金宵大廈》主題曲，朱俊傑合監）
- 今宵多珍重（國） - 谷婭溦（《金宵大廈》片尾曲，朱俊傑合監）
- 今宵多珍重（國）（Happy Version）- 谷婭溦（《金宵大廈》片尾曲，朱俊傑合監）
- 我會想念他 - 何雁詩（《牛下女高音》片尾曲，韋景雲合監）
- 你比我重要 - 吳岱融（《牛下女高音》插曲，朱俊傑合監）
- 天知 - 梁釗峰、陳健安 （《解決師》主題曲，韋景雲合監）
- 愛不起 - 王浩信 （《解決師》片尾曲，韋景雲合監）
- 逆光飛翔 - 菊梓喬（《鳳弈》主題曲，韋景雲合監）
- 嫁給愛情 - 楊千嬅（《多功能老婆》主題曲，韋景雲合監）
- 讓愛高飛- 周柏豪（《多功能老婆》片尾曲，周錫漢合監）
- 每段愛還是錯 - 吳若希（《多功能老婆》插曲，韋景雲合監）
- 天光前分手 - 戴祖儀（《多功能老婆》插曲，韋景雲合監）
- 我為我堅強 - 谷婭溦（《獨孤皇后》主題曲，朱俊傑合監）
- 想勇敢一次 - 譚嘉儀（《丫鬟大聯盟》主題曲，韋景雲合監）
- Lonely（廣東版）-譚嘉儀（朱俊傑合監）
- 星空漫步 - 譚嘉儀（朱俊傑合監）
- 願留住你 - 譚嘉儀、馬國明 （朱俊傑合監）

### 2020年
- 快閃 - 鄭俊弘（《黃金有罪》主題曲，韋景雲合監）
- 你喜歡說謊 - 菊梓喬（《黃金有罪》片尾曲，韋景雲合監）
- 月亮代表我的心 - 谷婭溦（《黃金有罪》插曲，朱俊傑合監）
- 真心不變 - 譚嘉儀（《大醬園》主題曲，朱俊傑合監）
- 似水流年 - 吳若希（《大醬園》片尾曲，朱俊傑合監）
- 圓謊 - 側田（《法證先鋒IV》主題曲，韋景雲合監）
- 我不是她 - 菊梓喬（《法證先鋒IV》片尾曲，韋景雲合監）
- 不要流淚 - 鄭俊弘（《法證先鋒IV》插曲，韋景雲合監）
- 最冷的一天 - 謝東閔（《慶餘年》主題曲，韋景雲合監）
- 疫境同行 - 星夢群星（韋景雲合監）
- 血淚的磨練 - 鄭俊弘（《機場特警》主題曲，韋景雲合監）
- 如果你明白 - 菊梓喬（《機場特警》片尾曲，韋景雲合監）
- 告白 - 鄭俊弘（《十八年後的終極告白》主題曲，朱俊傑合監）
- 分分鐘需要你 - 戴祖儀（Happy Version）（《十八年後的終極告白》插曲，韋景雲合監）
- 分分鐘需要你 - 戴祖儀（Sad Version）（《十八年後的終極告白》插曲，韋景雲合監）
- 十字路口 - 胡鴻鈞（《降魔的2.0》主題曲，韋景雲合監）
- 我未能忘掉你 - 菊梓喬（《降魔的2.0》片尾曲，韋景雲合監）
- 凡人不懂愛 - 胡鴻鈞（《降魔的2.0》插曲，韋景雲合監）
- 原來有愛 - 譚嘉儀（《降魔的2.0》插曲，朱俊傑合監）
- 小謊言 - 連詩雅（《那些我愛過的人》主題曲，韋景雲合監）
- 我輸不起 - 菊梓喬（《那些我愛過的人》片尾曲，韋景雲合監）
- 沒有你並無掛念 - 吳若希（《那些我愛過的人》插曲，韋景雲合監）
- 夢飛翔 - 謝東閔、戴祖儀（《那些我愛過的人》插曲，韋景雲合監）
- 無私者 - 吳業坤（《殺手》主題曲，韋景雲合監）
- 最遠的距離 - 吳若希（《殺手》片尾曲，韋景雲合監）
- 你是誰 - 鄭俊弘（《迷網》主題曲，韋景雲合監）
- 似真如假 - 王浩信（《反黑路人甲》主題曲，韋景雲合監）
- 對手戲 - 何雁詩（《反黑路人甲》片尾曲，韋景雲合監）
- 甘心替代你 - 王浩信（《反黑路人甲》插曲，朱俊傑合監）
- 小角色大英雄 - 吳業坤（《過街英雄》主題曲，朱俊傑合監）
- 說過放下 - 菊梓喬（《錦繡南歌》主題曲，韋景雲合監）
- 怎麼去愛 - 譚嘉儀（《C9特工》主題曲，韋景雲合監）
- 無人問我 - 林峯（《使徒行者3》主題曲，韋景雲合監）
- 不能放手 - 菊梓喬（《使徒行者3》片尾曲，韋景雲合監）
- 低谷天堂 - 林峯、菊梓喬（《使徒行者3》插曲，韋景雲合監）
- 謎團 - 鄭俊弘（《木棘証人》主題曲，何家豪合監）
- 心眼 - 王浩信（《踩過界II》主題曲，韋景雲合監）
- 世事何曾是絕對 - 譚嘉儀（《踩過界II》片尾曲，朱俊傑合監）
- 愛情事 - 連詩雅（《香港愛情故事》主題曲，韋景雲合監）
- 哭牆 - 谷婭溦（《香港愛情故事》片尾曲，朱俊傑合監）
- 逆流直上 - 謝東閔、戴祖儀（《香港愛情故事》插曲，韋景雲合監）
- 逆流直上 - 羅天宇、龔嘉欣（《香港愛情故事》插曲，韋景雲、馮羚、徐洛鏘合監）
- 離開有甚麼可怕 - 劉子碩（《香港愛情故事》插曲，朱俊傑合監）
- 差一些 - 張振朗（《堅離地愛堅離地》主題曲，韋景雲合監）

### 2021年
- 誰人在身邊 - 王灝兒JW（《燕雲台》主題曲，韋景雲合監）
- 我不想別離 - 王灝兒JW（《陀槍師姐2021》主題曲，韋景雲合監）
- 習慣 - 谷婭溦（《陀槍師姐2021》片尾曲，劉易昇合監）
- 敢愛敢恨 - 戴祖儀（《陀槍師姐2021》插曲，韋景雲合監）
- 摯友 - 吳浩康（《失憶24小時》主題曲，劉易昇合監）
- 逆著風 - 鄭俊弘（《大步走》主題曲，韋景雲合監）
- 愛很美麗 - 菊梓喬（《愛美麗狂想曲》主題曲，韋景雲合監）
- Falling in Love - 譚嘉儀（《愛美麗狂想曲》插曲，劉易昇合監）
- 別煩著我 - 戴祖儀（《萌妃駕到》主題曲，韋景雲合監）
- 造夢時學會飛行 - 聲夢傳奇參賽者（《聲夢傳奇》主題曲，韋景雲合監）
- 對與錯 - 鄭俊弘（《伙記辦大事》主題曲，韋景雲合監）
- 錯的一天 - 吳若希（《伙記辦大事》插曲，韋景雲合監）
- 逆襲 - 胡鴻鈞（《逆天奇案》主題曲，韋景雲合監）
- 秘密花園 - 菊梓喬（《逆天奇案》插曲，韋景雲合監）
- 喜愛便一起 - 譚嘉儀（《一笑渡凡間》主題曲，劉易昇合監）
- 天使 - 譚嘉儀（《寶寶大過天》主題曲，韋景雲合監）
- 天窗 - 王浩信（《刑偵日記》主題曲，韋景雲合監）
- 不相信別人 - 菊梓喬（《刑偵日記》片尾曲，韋景雲合監）
- 太在意 - 連詩雅（《刑偵日記》插曲，韋景雲合監）
- 蝴蝶效應 - 菊梓喬、王浩信（《刑偵日記》插曲，韋景雲合監）
- 你我她 - 譚嘉儀（《七公主》主題曲，劉易昇合監）
- 從頭開始 - 羅天宇（《我家無難事》主題曲，韋景雲合監）
- 門外的世界 - 鄭俊弘（《我家無難事》片尾曲，韋景雲合監）
- 只因深愛妳 - 譚俊彥（《換命真相》插曲，韋景雲合監）
- 好好珍惜自己 - 鍾嘉欣（《星空下的仁醫》主題曲，韋景雲合監）
- 我會害怕 - 菊梓喬（《星空下的仁醫》片尾曲，韋景雲合監）
- 不敢開口 - 谷婭溦（《星空下的仁醫》插曲，劉易昇合監）
- 魂繞夢牽 - 谷婭溦（《驪歌行》片尾曲，劉易昇合監）

### 2022年
- 同路 - 陳展鵬（《鐵拳英雄》主題曲，韋景雲合監）
- 天荒不老 - 菊梓喬（《鐵拳英雄》片尾曲，韋景雲合監）
- Stand By Your Side - 鄭俊弘（《金宵大廈2》片尾曲，劉易昇合監）
- 伴我左右 - JW王灝兒（《金宵大廈2》插曲，韋景雲合監）
- 大志 - 吳浩康（《食腦喪Ｂ》主題曲，劉易昇合監）
- 大志（演員合唱版） - 何廣沛、郭子豪、方紹聰（《食腦喪Ｂ》片尾曲，劉易昇合監）
- 透光 - 洪韻騏（《黑金風暴》宣傳曲，韋景雲合監）
- 執手不放 - 余逸暳（《上陽賦》宣傳曲，韋景雲合監）
- 好姊妹 - 鄭融（《光姊妹》主題曲，韋景雲合監）

### 2023年
- 心甘情願 - 梁樂童（《雲襄傳》香港主題曲，DC合監）
- 承蒙錯愛 - 梁樂童（《凌雲志》香港主題曲，DC合監）

### 2024年
- 萬年 - 菊梓喬（《與鳳行》香港主題曲，韋景雲合監）
- 愛失去以後 - 菊梓喬（《長相思2》香港主題曲，韋景雲合監）

### 2025年
- 康志維 - 不想太多（《我愛九龍城》插曲，DC合監）

## 曾獲獎項
| 年份   | 獎項                                                              | 結果 |
| 2017年 | 新城勁爆頒獎禮2017 - 勁爆監製（與周錫漢）《天網》（主唱：周柏豪） | 獲獎 |